# Falco chicquera
Il falco collorosso (Falco chicquera Daudin, 1800), noto anche come falco testarossa o turumti, è un uccello rapace della famiglia dei falchi.
Questo uccello si trova in India e nell'Africa sub-sahariana.
Ha corporatura media, lungo 30–36 cm e con un'apertura alare di circa 85 cm. I sessi sono simili, tranne che per le dimensioni: come in altre specie di falchi le femmine sono più grandi dei maschi.
Caratteristica della specie è il colore rosso ruggine della testa e della nuca.